# Pierre-Jean Brassac
Pierre-Jean Brassac (connu aussi sous les noms de Di Castès et de Jean-Pierre Juge) est un auteur, traducteur (en Néerlandais, Anglais, Espagnol et Allemand) et journaliste, né en 1946 à Nantes. 
Il emprunte ses sujets à l’ethnologie à la philologie et produit des fictions et des documents traitant des cultures nationales et régionales d’Europe. Il a publié une quarantaine d’ouvrages.
Il est marié à Catherine avec qui il a deux filles, Athina et Selma.

## Biographie
Après des études de lettres en France, au Royaume-Uni et aux Pays-Bas, et une formation au management à Lausanne (CFH) et Fontainebleau (INSEAD-CEDEP), il a successivement travaillé comme cadre de multinationale, consultant en ingénierie culturelle, auteur, traducteur et journaliste à Midi libre et France-Soir.
Marqué par la langue et la culture néerlandaises, dont il est spécialiste (maîtrise académique des universités d'Amsterdam, Louvain et Nantes), il a publié aux éditions Autrement Le Royaume qui porte l'eau à la mer - Cinq saisons aux Pays-Bas avec le soutien de l'Institut néerlandais et de l'Ambassade des Pays-Bas.
Il est membre de la Société des gens de lettres de France et de l’Association des traducteurs littéraires de France.

## Essais, documents, guides
- Het complete parfumhandboek, Samsom, 1982
- Variations pour Vincent van Gogh, Erga, 1990
- Guerriers du Vin, une saga occitane, Editions Loubatières, 1999
- L’énigme de Rennes-le-Château, Editions Loubatières, 2000
- Itinérances en Pays Cathare, CDT Aude, 2000
- Petit précis d’histoire et de civilisation occitane, Editions Loubatières, 2001
- Aude au cœur, Editions Loubatières, 2001
- Un siècle de coopération et demain…, Editions Domens, 2001
- Le Midi du vin, de la crise à l’ambition, Editions Loubatières, 2002
- Le Royaume qui porte l’eau à la mer – Cinq saisons aux Pays-Bas, Editions Autrement, 2003
- Avec ou sans Dieu, Vingt étudiants en Europe : religions et laïcité. Editions Autrement, 2005
- Au bon temps des paysans en Anjou, CPE, 2009
- Au bon temps des paysans en Languedoc, CPE 2009
- Îles et rivages du Golfe du Morbihan, Guide audio de la Petite Mer, Monts-Déserts Éditions, 2009
- Les Maisons de Normandie, Editions CPE, 2010
- Un amour de Morbihan, Correspondances amoureuses en Pays breton, Monts-Déserts, 2009
- L’humour des régions de France, Petit atlas des plaisanteries, blagues et mots d’esprit, Editions CPE, 2010
- Îles et rivages du Golfe du Morbihan, Editions CPE 2010
- Balades philosophiques en Bretagne, avec Fabrice Guého, Monts-Déserts Éditions, 2010
- Pays nantais, parler et chansons de nos grands-pères, CPE, 2011
- Petite thérapeutique de l'illusoire,  Edilivre, 2014

Fictions
- Ami de tsunami, roman, Editions Loubatières, 2000
- La Fauconnière de Carcassonne, détective médiéval, Editions Loubatières, 2001
- Vénus et Bacchus sont dans un tonneau, Barner, 2002
- Chemins de l’Imaginaire en Vendée, Editions CPE, 2006
- Chemins de l’Imaginaire en Languedoc, Editions CPE, 2006
- Chemins de l’Imaginaire en Franche-Comté, Editions CPE, 2007
- Chemins de l’Imaginaire des Pyrénées, Editions CPE, 2007
- Les Idées viendront à pied, à paraître
- Petite thérapeutique de l’illusoire, En chemin avec Simone Weil, à paraître
- Armor en ré majeur, quatre récits des pays bretons, Monts-Déserts Éditions, 2009
- L’Alsace légendaire des contes et des fables, Editions CPE, 2010
- La Lorraine légendaire des contes et des fables, Editions CPE, 2010
- La Provence légendaire des contes et des fables, Editions CPE, 2010
- Par trois fois ta vigne saignera, une enquête de Jeannot Chambord en Languedoc, 2012
- Contes de la vigne et du vin, Éditions CPE, 2012
- Le stratagème de Carcassonne, Éditions TDO, 2013
- Tragine, le bandit de l’Ariège, CPE, 2014
- Touche-moi si tu oses, Marivole, 2014
- Censures. Louons les Gauri Lankesh de ce monde, La P’tite Hélène Éditions, 2019
- Meurtres à Bayonne: Le crabe aux pinces bleues, Geste, 2021
- Meurtre à la Rhune : Petit air de cornemuse avant naufrage, Geste, 2022

Scénarios, théâtre
- L’âne et l’écrivain - Stevenson en Cévennes, 2001
- L’orchestre muet, 2002
- Tartine beurrée, 2005

Traductions
- William I. Kaufman, Het groot parfumhandboek, L’Oréal, 1980
- Gilles Costaz, Het huis voorbij de kerk (La maison après l’église), pièce radiophonique, Avro, 1981
- Geert Mak, Que sont devenus les paysans ?1950-2000, (Hoe God verdween uit Jorwerd), Autrement, 2004
- Jan De Cock, Hôtel Prison, Autrement, 2005
- Jan De Cock, Dans les caves du Congo, Racine, 2008
- Jan de Boer, Le pêcheur qui voyait tout en grand, (Samenleven en overleven) à paraître
- Guide Vert Belgique, Luxembourg (Michelin/Editions Lannoo, 2007), révision
- Guide de Bruges, Editions Lannoo, 2009, 2010, 2011
- Art Kept me out of Jail, Jan Fabre au Louvre, Dilecta, 2010
- Amsterdam, Berlitz, 2010